# I.O.I
I.O.I (Hangul: 아이오아이) was een Zuid-Koreaanse meidengroep die in 2016 werd opgericht door CJ ENM. De groep bestond uit elf zangeressen die afkomstig waren van diverse talentenbureaus. De samenstelling was van korte duur en werd officieel eind januari 2017 beëindigd.
In 2019 werd er een comeback aangekondigd, maar deze werd eind van dat jaar geannuleerd. Op 4 mei 2021 werd er alsnog een reünie gehouden via een livestream.
De naam I.O.I is een afkorting van Ideal of Idol.

## Discografie

### Ep's
- Chrysalis (2016)
- Miss Me? (2016)

### Singles
- "Crush" (2016)
- "Dream Girls" (2016)
- "Whatta Man (Good Man)" (2016)
- "Very Very Very" (2016)
- "Downpour" (2017)

## Leden

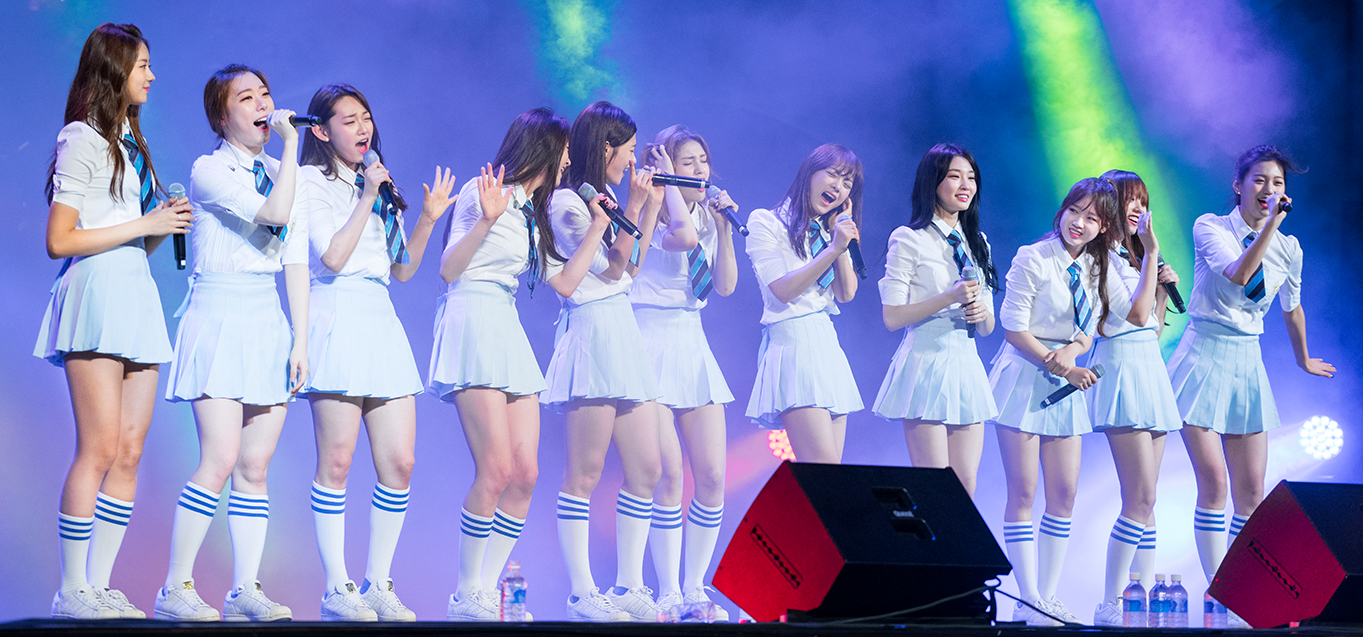
I.O.I in 2016

| Artiestennaam | Volledige naam (Hangul) | Geboortedatum    |
| ------------- | ----------------------- | ---------------- |
| Nayoung       | Lim Na-young (임나영)   | 18 december 1995 |
| Chungha       | Kim Chung-ha (김청하)   | 9 februari 1996  |
| Sejeong       | Kim Se-jeong (김세정)   | 28 augustus 1996 |
| Chaeyeon      | Jung Chae-yeon (정채연) | 1 december 1997  |
| Jieqiong      | Zhou Jieqiong (주결경)  | 16 december 1998 |
| Sohye         | Kim So-hye (김소혜)     | 19 juli 1999     |
| Yeonjung      | Yoo Yeon-jung (유연정)  | 3 augustus 1999  |
| Yoojung       | Choi Yoo-jung (최유정)  | 12 november 1999 |
| Mina          | Kang Mi-na (강미나)     | 4 december 1999  |
| Doyeon        | Kim Do-yeon (김도연)    | 4 december 1999  |
| Somi          | Jeon So-mi (전소미)     | 9 maart 2001     |

## Prijzen
- New Star-prijs, tijdens de Asia Model Awards (2016)
- K-popzanger-prijs, tijdens de Korean Culture Entertainment Awards (2016)
- Beste Nieuwe Artiest, Mnet Asian Music Awards (2016)
- Beginnend Artiest-prijs. tijdens de Golden Disc Awards (2017)
- Nieuwe Artiestenprijs, Seoul Music Awards (2017)
- Beginnend Artiest Top 5, tijdens de V Live Awards (2017)